# Hans-Jürgen Keßler
Hans-Jürgen Keßler (* 6. Mai 1939 in Jena) ist ein deutscher Gebrauchsgrafiker und Typograf.

## Leben und Werk
Keßler absolvierte von 1957 bis 1959 eine Lehre als Schriftsetzer. Nach dem Wehrdienst in der NVA studierte er von 1962 bis 1967 bei Walter Schiller und Irmgard Horlbeck-Kappler an der Hochschule für Grafik und Buchkunst Leipzig. Von 1966 bis 1968 war Keßler Künstlerischer Leiter der 1920 gegründeten renommierten Buch- und Kunstdruckerei Johannes Keipert in Weimar. Ab 1973 arbeitete er in Weimar freischaffend als Gebrauchsgrafiker und Typograf. Er gestaltete neben typografischen Kleindrucksachen wie z. B. 1969 die von Artur Liebig entworfenen Speisekarten für das Hotelrestaurant Thüringen des Interhotels Panorama Oberhof u. a. Bücher und viele Programmhefte des Deutschen Nationaltheaters Weimar und übernahm 1984 die grafische Gestaltung der Gedenktafel am Weimarer Marstall für Opfer der Gestapo (Ausführung von Kurt Stiefel). Im Zuge der Sanierung des Gebäudes nach der deutschen Wiedervereinigung wurde die Tafel entfernt.
Keßler war bis 1990 Mitglied im Verband Bildender Künstler der DDR.
1990 erreichte Keßler mit seiner Ehefrau Dorothea Keßler die Reprivatisierung der Buch- und Kunstdruckerei Johannes Keipert. Diese hatte vormals dem Vater seiner Frau, Rudolf Keipert, gehört. Das Unternehmen war 1972 in Volkseigentum überführt worden und wurde als Betriebsteil des Druckhauses Weimar betrieben. Keßler und seine Frau führten das Unternehmen als Buch- und Kunstdruckerei Keßler GmbH vom 1. Juni 1990 bis zur Übergabe an neue Gesellschafter 2009. 

## Rezeption
„Seine Grafiken wirken wie ein farbiges Mosaik, sind außerordentlich ästhetisch, leben von einer vielfältigen Formsprache und vermeiden alles Mechanische. So kann nur einer arbeiten, der sehr mit dem traditionellen Handwerk, dem Bleisatz innig verbunden ist …
Charakteristisch für ihn ist, dass er Aufträge für typografische Kleindrucksachen … mit der gleichen Gediegenheit ausführt wie repräsentative Aufträge.“

## Buchgestalterische Werke (Auswahl)
- Paul Verlaine: Frauen. Femmes. Müller & Kiepenheuer, Hanau, 1965
- Festschrift Tausend Jahre Weimar 975–1975. Druckerei Fortschritt, Erfurt, 1975 (auf der VIII. Kunstausstellung der DDR)
- Otto Riedel: Der geborgene Zweifler. Der begnadigte Apostel. Der blinde König. Erzählungen. Evangelische Verlagsanstalt, Berlin 1966.
- Wolfgang Schneider: Weimar. Geschichte einer Stadt in Bildern. Verlag Max Keßler, 1970.
- Martin Luther. Leben und Werk. Evangelische Verlagsanstalt, 1983 (Katalog der Zentralen Ausstellung des Lutherkomitees der Evangelischen Kirchen in der DDR in Erfurt)
- Bodo Ritscher: Arzt für die Häftlinge. Aus dem Leben Walter Krämers. Druckhaus Weimar, 1988

## Ausstellungen (unvollständig)

### Einzelausstellungen
- 2015: Weimar, Stadtbücherei

### Teilnahme an zentralen und wichtigen regionalen Ausstellungen in der DDR
- 1972/1973 und 1977/1978: Dresden, VII. und VIII. Kunstausstellung der DDR
- 1972, 1975, 1979 und 1984: Erfurt, Bezirkskunstausstellungen